# Rhopalosyllis hamulifera
Rhopalosyllis hamulifera är en ringmaskart som beskrevs av Augener 1913. Rhopalosyllis hamulifera ingår i släktet Rhopalosyllis och familjen Syllidae. Inga underarter finns listade i Catalogue of Life.